# Finn Heilmann
Finn Arne Heilmann (* 18. Mai 1965; † 28. Oktober 2011) war ein grönländischer Gewerkschafter.

## Leben
Finn Heilmann wurde 1986 im Alter von nur 21 Jahren zum Hauptsekretär der grönländischen Gewerkschaft SIK ernannt. Er kandidierte bei der Parlamentswahl 1987 für die Siumut, erhielt aber nur 41 Stimmen und damit die wenigsten aller Kandidaten seiner Partei in seinem Wahlkreis. Im Juni 1987 trat der Gewerkschaftsvorsitzende Jens Lyberth zurück, da er zum Minister im Kabinett Motzfeldt IV ernannt wurde. Finn Heilmann wurde daraufhin vom übrigen Gewerkschaftsvorstand zum Vorsitzenden bis zum nächsten Gewerkschaftskongress ernannt. Der Vizevorsitzende Ole Lynge fühlte sich übergangen und protestierte, da er der Meinung war, dass der Vizevorsitzende den Vorsitzenden im Falle von dessen Ausscheiden ablösen sollte. Im Juli 1987 drückten die Lokalabteilungen in Qaqortoq und Nuuk ihm das Misstrauen aus und Finn Heilmann erwog auszutreten und seine eigene Gewerkschaft zu gründen. Die Konflikte in der Gewerkschaft blieben bestehen und im September 1987 wurde Ole Lynge bis zum Kongress aus dem Geschäftsausschuss des Gewerkschaftsvorstands entfernt.
Beim Gewerkschaftskongress, der am 27. Oktober 1987 begann, kam es zum Eklat: Finn Heilmann hatte vorgeschlagen, die Unterorganisation IIP, die Gewerkschaft der Sozialarbeiter, auszugliedern. Beim Kongress stimmten am 28. Oktober 24 dafür und 23 dagegen, womit die notwendige Zweidrittelmehrheit verfehlt wurde. Zugleich erfuhr Finn Heilmann von einem Vertrag zwischen dem ehemaligen Vorsitzenden Jens Lyberth und der Leiterin der Gewerkschaftshøjskole Sulisartut Højskoliat Avva Mathiassen, wonach sie zurücktreten und hierfür eine Abfindung von der Gewerkschaft erhalten sollte. Aus Protest hiergegen und gegen den Beschluss, IIP nicht auszugliedern, trat Finn Heilmann am 29. Oktober zurück. Der Vorstand wollte zudem Ole Lynge endgültig aus dem Vorstand ausschließen, was die Lokalabteilungen ablehnten. Daraufhin traten auch fünf andere Mitglieder des Vorstands zurück, der somit de facto aufgelöst war. Mangels Vorstand wurde beschlossen, den Kongress aufzulösen und auf Februar 1988 zu verschieben. Tags darauf wurde beschlossen, mit den eigentlich zurückgetretenen Vorstandsmitgliedern (ohne Finn Heilmann) unter Ole Lynge als Vorsitzendem den Kongress weiterzuführen, da einige Fragen nicht auf einen Beschluss warten konnten. Etwa ein Drittel der Anwesenden lehnte dies ab und verließ demonstrativ den Kongress. Anschließend kam es zum Streit darüber, wer beschließen dürfe, ob der Kongress abgebrochen werden kann, woraufhin Ole Lynge aus Protest ebenfalls zurücktrat und der Kongress am 2. November endgültig abgebrochen wurde. Finn Heilmann erhielt nach seinem Rücktritt ebenfalls eine Abfindung von der Gewerkschaft, was wiederum zu Protesten von Teilen des Vorstands führte, da er freiwillig zurückgetreten und zudem bereits in seinen früheren Beruf als Radiotechniker zurückgekehrt war.
Nachdem er bereits wieder als Gewerkschaftsberater für SIK tätig gewesen war, wurde er 1990 zum Sekretariatschef (nicht zu verwechseln mit seinem früheren Posten als Hauptsekretär) ernannt. Im selben Jahr wurde er als Vertreter der Jugendorganisation der Siumut in den Parteivorstand berufen. 1991 wurde er Vorsitzender in der Jugendorganisation Sorlak. In dieser Zeit stellte er mehrfach Schecks vom Vereinskonto an sich selbst aus, weswegen er 1997 zu einer Geldstrafe verurteilt wurde. Selbiges hatte er mit dem Scheckheft der Akulliit Partiiat gemacht, bei der er seit 1995 im Vorstand saß. 2007 gab er bekannt, als Vorsitzender der Siumut kandidieren zu wollen, zog seine Kandidatur aber kurze Zeit später zurück, um stattdessen Aleqa Hammond zu unterstützen. Finn Heilmann starb 2011 plötzlich im Alter von 46 Jahren.